# Clark County (Idaho)
Clark County is een county in de Amerikaanse staat Idaho.
De county heeft een landoppervlakte van 4.570 km² en telt 1.022 inwoners (volkstelling 2000). De hoofdplaats is Dubois.